# عملیات آشیل
عملیات آشیل (به انگلیسی: Operation Achilles)، عملیاتی نظامی از نیروهای ناتو، به‌عنوان بخشی از جنگ در افغانستان، با هدف پاکسازی ولایت هلمند از وجود طالبان بود که در ۶ مارس ۲۰۰۷ آغاز شد. این حمله بزرگ‌ترین عملیات ناتو در افغانستان تا آن هنگام بود.

## عملیات
در عملیات آتشفشان، به‌عنوان بخشی از عملیات آشیل، تفنگداران نیروی دریایی پادشاهی بریتانیا یک پایگاه طالبان متشکل از ۲۵ عمارت را در نزدیکی بند کجکی پاکسازی کردند. تفنگداران دریایی، تحت آتش سنگین اتفنگ‌های تهاجمی، مسلسل و نارنجک‌های راکتی از سوی طالبان قرار گرفتند. تفنگداران نیز به‌طور سیستماتیک، مخفیگاه و ساختمان‌های طالبان را با پشتیبانی خمپاره‌ای و پشتیبانی هوایی پاکسازی کردند.
در مجموع ۸۷ جنگجوی طالبان در نبردی ۱۴ ساعته با نیروهای آمریکایی و نیروهای افغان کشته شدند. ۴۹ طالب دیگر، از جمله دو تن از رهبران آن‌ها نیز، دو روز پیش و در پی تیراندازی گروهی از افراد طالبان به سوی نیروهای ائتلاف مشترک و نیروهای افغان در بخشی دیگر از دره کشته شدند. با این‌حال، مقامات محلی می‌گویند که در میان کشته‌شدگان، ۵۱ غیرنظامی از جمله زنان و کودکان نیز دیده می‌شوند.

## سیر وقایع در فوریه – مه
فوریه: عملیات آتشفشان، عملیات نیروهای مسلح بریتانیا برای پاک‌سازی پایگاه‌های طالبان در نزدیکی بند برق آبی کجکی انجام شد.
۱ مه: در جنوب افغانستان، ژنرال جکو پیج از بریتانیا، جایگزین ژنرال تون ون لون، فرمانده ناتو از هلند شد.
۱۳ مه: ملا دادالله لنگ، فرمانده دوم طالبان در درگیری با جمعی از نیروهای آمریکایی، افغان و ناتو در ولایت هلمند، هنگام خروج از مخفیگاه‌اش کشته شد. او باتجربه‌ترین فرماندهٔ طالبان در هنگام مرگ‌اش بود.
۱۸ مه: کاروانی از شبه‌نظامیان مظنون به عضویت در طالبان را که از جلسه‌ای در غرب افغانستان خارج شده بودند، هدف حمله‌ای هوایی قرار گرفته و در نتیجهٔ آن، ۱۴ تروربست کشته و ۱۰ تن از آن‌ها زخمی شدند.
۲۱ مه: به گفتهٔ مقامات آمریکایی، ستیزه‌جویان طالبان به واحدهای گشتی مشترک ائتلاف آمریکایی و افغان یورش بردند که این موضوع، جرقه نبرد و حملات هوایی را آغاز کرد که در آن‌ها ۲۵ شورشی مظنون کشته شدند.
۳۰ مه: عملیات آشیل پایان یافت و عملیات جدید Lastay Kulang آغاز شد.